# Prosopocoilus jenkinsi sukitti
Prosopocoilus jenkinsi sukitti es una subespecie de coleóptero de la familia Lucanidae.

## Distribución geográfica
Habita en Tailandia.